# کامپانا (کومونه)
کامپانا (به ایتالیایی: Campana) یک کومونه در ایتالیا است که در استان کزنتزا واقع شده‌است. کامپانا ۱۰۳ کیلومتر مربع مساحت و ۲٬۱۱۱ نفر جمعیت دارد و ۶۱۷ متر بالاتر از سطح دریا واقع شده‌است.